# Чудакарана
Чудакарана (санскр. चूड़ाकरण, Cūḍākaraṇa IAST) — восьма з 16 санскар, які здійснюють індуси. Церемонія пов'язана з першою стрижкою дитини. Інші назви — чудакарма, чаула, мундина.
Згідно з гріх'я-сутрами, чудакарана повинна відбутися в кінці першого року життя дитини або ж перед закінченням третього (Ману-Смріті, II.35), але пізніші писання збільшили цей вік до семи років. Спочатку волосся дитини змочується, потім батько стриже його, читаючи молитви. Після стриження волосся дитини батько часто залишає шикху (śikhā IAST) або чуду (cūḍā IAST), пасмо волосся на маківці голови, розташування якого визначають сімейні або місцеві традиції. Волосся викидають у річку або ховають у недоступне місце разом з коров'ячим гноєм. У сучасному варіанті чудакарану часто проводять як складову упанаяни.
За традицією волосся, яке було на голові дитини при народженні, асоціюється в індусів із несприятливими залишками від минулих життів. Тому під час чудакарани дитину повністю оббривають, позначаючи цим свободу від минулого і перехід у майбутнє. Також постриження входить до числа ритуалів, які за «Законами Ману» (II.27) очищають для двічінароджених батьківський та материнський гріх.
У Рішікеші, на берегах Гангу, відбувається спеціальна чудакарана (або мундана). У цій церемонії, крім стриження та бриття волосся, треновані жерці та ачар'я читають ведійські мантри та молитви. Голову дитини бриють, а її волосся приносять у символічний дар священній річці. Дитина та її сім'я потім проводять священну яджню.
Для дівчаток відбувається нечасто, переважно без читання мантр.